# Pétur Gunnarsson
Pétur Gunnarsson (* 15. Juni 1947 in Reykjavík) ist ein isländischer Schriftsteller und Übersetzer.

## Biographie
Nach dem Abitur 1968 nahm Pétur Gunnarsson ein Philosophie-Studium an der Universität Aix-Marseille in Frankreich auf, welches er im Jahre 1975 abschloss.
Zwischen 1977 und 1981 saß er im Vorstand der isländischen Alliance française, deren Vorsitz er von 1980 bis 1981 innehatte. Von 2006 bis 2010 war er Vorsitzender des isländischen Schriftstellerverbandes (Rithöfundasamband Íslands).
Er lebt in Reykjavík, ist mit der Erziehungswissenschaftlerin Hrafnhildur Ragnarsdóttir verheiratet und hat zwei Söhne, einer der beiden ist der Regisseur Dagur Kári.

## Werke
Pétur Gunnarsson schrieb 1977 gemeinsam mit Schauspielern und der Band Spilverk Þjóðanna das Theaterstück Grænjaxlar für das isländische Nationaltheater, des Weiteren Texte für eine Platte mit Kinderliedern sowie ein Theaterstück für Kinder. Daneben schrieb er zahlreiche Beiträge für Radio und Fernsehen, nicht zuletzt das Drehbuch für eine Dokumentation über Halldór Laxness (1988), Islands bisher einzigen Nobelpreisträger.
Sein erster Gedichtband Splunkunýr Dagur erschien im Jahre 1973. Bekannt ist Pétur Gunnarsson insbesondere für seine Romane, v. a. die Tetralogie über Andri Haraldsson (Punktur punktur komma strik, Ég um mig frá mér til mín, Persónur og leikendur und Sagan öll). Deren letzter Teil wurde 1987 für den Literaturpreis des Nordischen Rates nominiert. Der erste Teil dieses Zyklus erschien im Jahre 1976, wurde schnell ein großer Erfolg bei Kritikern und Lesern und ist heute ein Klassiker der isländischen Literatur. Der Roman beschreibt in witzig-ironischen, wortspielreichen, elliptisch und andeutend vorgetragenen, oft recht kurzen Episoden die Kindheit von Andri Haraldsson in Reykjavík vor dem Hintergrund der gesellschaftlichen Ereignisse der Nachkriegszeit. Im Jahre 1980 wurde er von Þorsteinn Jónsson verfilmt, 2011 erschien die deutsche Übersetzung punkt punkt komma strich.
Seine letzten drei Romane Myndin af heiminum: Skáldsaga Íslands (2000), Leiðin til Rómar: Skáldsaga Íslands II (2002) und Vélar tímans: Skáldsaga Íslands III (2004) verarbeiten die Geschichte Islands in romanhafter Form.
Des Weiteren ist Pétur Gunnarsson als Übersetzer französischer Literatur in Erscheinung getreten. Unter anderem übersetzte er Gustave Flaubert und Marcel Proust ins Isländische.
Romane
- Punktur punktur komma strik, 1976 (auf Deutsch: punkt punkt komma strich, aus dem Isländischen von Benedikt Grabinski, Weidle, Bonn 2011, ISBN 978-3-938803-34-9.)
- Ég um mig frá mér til mín, 1978 (auf Deutsch: ich meiner mir mich, aus dem Isländischen von Benedikt Grabinski, Weidle, Bonn 2012, ISBN 978-3-938803-44-8.)
- Persónur og leikendur, 1982 (auf Deutsch: Die Rollen und ihre Darsteller, aus dem Isländischen von Benedikt Grabinski, Weidle, Bonn 2013, ISBN 978-3-938803-56-1)
- Sagan öll, 1985 (auf Deutsch: Das vierte Buch über Andri, aus dem Isländischen von Benedikt Grabinski, Weidle, Bonn 2014, ISBN 978-3-938803-66-0)
- Hversdagshöllin, 1990
- Efstu dagar, 1994
- Heimkoma, 1997
- Myndin af heiminum, 2000
- Leiðin til Rómar, 2002
- Vélar tímans, 2004
- Íslendingablokk, 2012

## Bedeutung und Würdigungen
Für seine Übersetzung von Flauberts Madame Bovary wurde Pétur Gunnarsson 1996 mit dem Kulturpreis der Zeitung DV  ausgezeichnet. Im Januar 2011 wurde er für sein Werk und seinen Beitrag zur isländischen Literatur mit dem Ritterkreuz des Isländischen Falkenordens geehrt.